# Take a Look Around
Albums de Masta Ace
The Best of Cold Chillin: Masta Ace
(2001)
Singles
1. Together
Sortie : 1989
2. Music Man
Sortie : 1990
3. Me & the Biz
Sortie : 1990
4. Movin' On
Sortie : 1991

Take a Look Around est le premier album studio de Masta Ace, sorti le 24 juillet 1990.
L'album s'est classé à la 38e place du Top R&B/Hip-Hop Albums.

## Liste des titres
| No  | Titre                        | Contient un (des) sample(s) de | Durée |
| --- | ---------------------------- | --- | ----- |
| 1.  | Music Man                    | Ben Casey Theme de David Raksin Nothing Is the Same du Grand Funk Railroad The Show de Doug E. Fresh, Slick Rick and The Get Fresh Crew | 4:03  |
| 2.  | I Got Ta                     | Talkin' Loud & Sayin' Nothing de James Brown                                                                                            | 4:27  |
| 3.  | Letter to the Better (Remix) | Mickey's Monkey des Miracles Keep on Dancing d'Alvin Cash Think (About It) de Lyn Collins Take Some...Leave Some de James Brown         | 3:15  |
| 4.  | Me and the Biz               | The Message de Cymande Fever for the Flavor of Pringles (spot publicitaire télévisé)                                                    | 5:11  |
| 5.  | The Other Side of Town       | Get Out of My Life, Woman de Lee Dorsey UFO d'ESG                                                                                       | 4:52  |
| 6.  | Ace Iz Wild                  | Escape-Ism de James Brown C'mon Children d'Earth, Wind and Fire                                                                         | 4:51  |
| 7.  | Four Minus Three             | Hard to Handle d'Otis Redding | 3:50  |
| 8.  | Can't Stop the Bumrush       | Razor Blade de Little Royal & the Swingmasters                                                                                          | 5:09  |
| 9.  | Movin' On                    | | 4:31  |
| 10. | Brooklyn Battles             | If You Let Me d'Eddie Kendricks | 3:52  |
| 11. | Maybe Next Time              | | 4:39  |
| 12. | Postin' High                 | Street Life des Crusaders featuring Randy Crawford Somethin' Funky de Big Daddy Kane                                                    | 4:51  |
| 13. | As I Reminisce               | N.T. de Kool & The Gang One Man Band (Plays All Alone) de Monk Higgins featuring The Specialties                                        | 5:02  |
| 14. | Take a Look Around           | The Revolution Will Not Be Televised de Gil Scott-Heron                                                                                 | 4:32  |
| 15. | Together                     | | 5:50  |